# Argon
Argon je kemijski element atomskog (rednog) broja 18 i atomske mase 39,948(1). U periodnom sustavu elemenata predstavlja ga simbol Ar.
Netoksičan je plemeniti plin bez boje, okusa i mirisa. Argon je najčešći plemeniti plin u Zemljinoj atmosferi (oko 1 % atmosfere). Otkriven je 1894. godine.

## Povijest
Argon je ime dobio po grčkoj riječi ἀργός (argós) 'neaktivan'. Iako je argon prvi izdvojio ekscentrični bogataš Henry Cavendish 1785. (koji nije shvatio da je slučajno naišao na novi element), otkriće ovog plemenitog plina pripisuje se dvojici engleskih znanstvenika koji su ga prvi identificirali. To su 1894. učinili John Strutt (treći Lord Rayleigh) i Sir William Ramsay. Za to su otkriće 1904. obojica dobili Nobelovu nagradu, Rayleigh za fiziku, a Ramsay za kemiju.

## Svojstva i rasprostranjenost
Argon pripada grupi elemenata koji se nazivaju plemeniti plinovi. U toj grupi nalaze se još i helij, neon, kripton, ksenon, radon i oganeson. Argon je plin bez boje i mirisa, ali je gušći od ostalih plemenitih plinova.
Ima tri stabilna izotopa: Ar-36, Ar-38, Ar-40 i više radioaktivnih izotopa. Argon-40 čini 99,6 % argona pronađena na Zemlji. Vrijeme poluraspada izotopa Ar-35 kratko je, oko 2 sekunde, a izotopa Ar-39 oko 260 godina.
U ljudskom tijelu argona je vrlo malo, u zanemarivim količinama. Nema biološku ulogu.
U Zemljinoj kori argona ima 1,2 ppm (čestica na milijun), što ga čini 56. elementom po rasprostranjenosti na Zemlji. U morskoj vodi ima ga 0,45 ppm a u atmosferi 0,93 volumnih postotaka.
Argonovo je talište na -189, a vrelište na -186 stupnjeva Celzijevih. Gustoća je plina 1,8 g/l.

## Primjena
Argon je vrlo važan plin za industriju, a uglavnom se dobiva frakcijskom destilacijom tekućeg zraka. U svijetu ga se ukupno proizvodi preko 750 000 tona na godinu, a procjenjuje se da ga u Zemljinoj atmosferi ima oko 66 bilijuna tona. 
Argon se, ponajviše zbog svoje inertnosti, upotrebljava u električnim žaruljama. Međutim, taj je plin posebno važan u metalurgiji. Najviše se upotrebljava u proizvodnji čelika. Također se upotrebljava za zaštitu od oksidacije vrela metala, primjerice prilikom zavarivanja aluminija. Upotrebljava se i u proizvodnji hermetički zatvorenih višeslojnih staklenih prozora i vrata. Njime se ispunjava prostor među staklima jer argon provodi toplinu slabije od zraka. Upotrebljava se i u gumama luksuznih automobila jer štiti gumu od oksidacije i smanjuje buku guma kod velikih brzina. Laser na bazi argona upotrebljava se u arterijskoj kirurgiji te kirurgiji oka.